# Maurice Delage

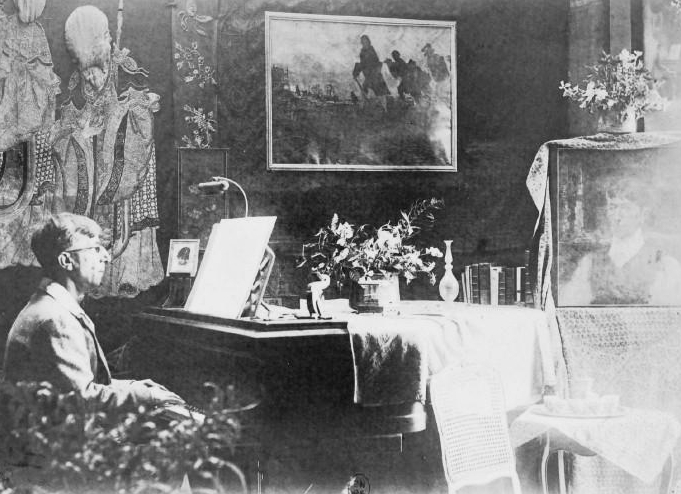
Maurice Delage

Maurice Delage (1879-1961), fue un compositor y pianista francés. 

## Biografía
Estudiante de Maurice Ravel y miembro de Los Apaches, fue influido por sus viajes a la India y al Oriente. "La vallée des cloches" de Miroirs fue dedicado por Ravel a Delage. Su obra más conocida es Quatre hindous poèmes (1912-13). Su Ragamalika (1912-22), basado en la música clásica de la India, es también significativa por el uso del piano preparado. La partitura especifica que un pedazo de cartulina esté colocado debajo de las cuerdas del si bemol en la segunda línea de la clave de fa para asordinar el sonido, imitando el sonido de un tambor indio.